# CROW'S BLOOD
『CROW'S BLOOD』（クロウズ ブラッド）は、2016年7月23日から8月27日まで毎週土曜0時にHuluで配信された日米共同製作ドラマ。主演は渡辺麻友と宮脇咲良（W主演）。

## 概要
AKB48総合プロデューサーの秋元康が原作を手がけ、アメリカのサイコスリラー映画『ソウ2』の監督であるダーレン・リン・バウズマンが製作総指揮を務める、日米共同製作のオリジナルホラーサスペンスドラマ。
タイトルの「CROW'S BLOOD」は、日本語に直訳すると「カラスの血」となるが、この作品においては「カラスのように黒い血」を意味する。
W主演の渡辺麻友（当時AKB48）と宮脇咲良（当時HKT48/当時AKB48兼任）をはじめ、主要キャストにはAKB48グループのメンバーが名を連ねている。
あ
Episode 1のみ地上波テレビ放送されることになり、日本テレビ（関東ローカル）で2016年7月24日1時30分から2時30分（23日深夜）に『日米合同製作ドラマ｢CROW’S BLOOD｣AKB48がハリウッドに挑戦!SP』として放送された。
一部暴力的でショッキングなシーンなど、15歳未満の視聴に不適切な内容が含まれているため、本編冒頭にそのような注意を呼び掛ける字幕が流れており、前述の地上波でも放送に不適切なシーンをカットし 、編集したものが放送された。
2018年1月10日にポニーキャニオンからDVD化され、発売された。

## キャスト

### 国際ドリー女学園
磯崎 薫
演 - 渡辺麻友
本作品の主人公で、国際ドリー女学園3年生の生徒。
真希が転校してきたことで次々と起こる事件の謎を解明するため、オカルト雑誌記者の沢田と協力する。
沢田と交流を深めていくうちに、恋人のような関係になる。
沢田の指示の下、学園で真希と葵を監視していたが、林間学校で訪れた山荘で、多くの生徒が黒い血に感染していることに気付く。駆けつけた沢田と共にホルムアルデヒド注射で襲い来る感染者たちを殺害、林間学校の参加者で唯一生き残る。
戸川 真希
演 - 宮脇咲良
本作品のもう一人の主人公で国際ドリー女学園にやってきた謎の転校生。
普段は無表情で人とのコミュニケーションにまったく興味を示さないが、なぜか薫には転校初日から接近し、笑顔を見せるようになる。突然黒い鼻血を流し、クラスメイトを驚愕させる。
本名は「瀬戸 真希」で、明人の娘。陸上界のホープであったが、ある日明人の目の前でトラックにはねられ死亡。だが、明人がゲイリーに懇願し、新型の強化iPS細胞を組み込まれた後、再生医療を施されて生き返った。
だがその後は父のモルモットになることを拒否し、戸川姓を名乗っている。
生前は現在の薫たちの前では想像できないほど天真爛漫で明るい性格だったが前述の件をきっかけに心に影を落としてしまう。また父の前では感情的な面を見せ、「このような形で生き返らせずそのまま死なせて欲しかった」と何度も抗議する。そして「普通ではなくなってしまった」絶望感からか「黒い血」の感染者の特徴通り、学園内で次々に感染者を増やしていき彼女たちとつるむようになる。
林間学校では既に感染させた生徒と行動を共にしつつ、新たに多くの生徒を感染させる。そして感染していない人物を感染あるいは殺害して「自分たちの世界」を作り、その支配者となろうとしていた。
感染前の自身と似ていた薫を標的に他の感染者たちを利用し、彼女を狙い、最後には呼び寄せた薫によって2本のホルムアルデヒド注射をこめかみに受け、殺される。
宇津井 麻衣
演 - 柏木由紀
国際ドリー女学園のクラスメイト。足が速く真希が転校してくる前は学校一だった。
転校初日から異様な雰囲気を放つ真希を「イッてる奴」と貶して嫌っていたが、真希の母親も病死していたことを知り、共感のような感情を覚えるようになる。
だが、自宅に訪れた真希が目の前で佐和子にキスをするのを目撃し、その後急激に老化し醜悪な顔と成り果てた佐和子に突如キスをされ、黒い血に感染する。
その後は、真希に肩を揉んでもらうなど、彼女と仲良くなるようになる。
林間学校では斧を担いで屋外の見張りを担当。山荘から出てきた葵と交戦し取り逃がしてしまうが、山小屋に先回りして葵を襲い、彼女の脇腹に包丁を刺すがその反動で、彼女に抱きつかれて背中にホルムアルデヒド注射を受け、死亡する。
野尻 葵
演 - 入山杏奈
薫や真希のクラスメイト。
両親は仕事で中国に滞在しており、一人暮らしをしている。
真希による最初の感染者。真希に既視感を感じたことから彼女について調べ上げ、陸上の有力選手であったことや交通事故死していることを突き止めた。
真意を確かめようと真希を呼び出すが、これを察した真希に突然キスをされ、直後に屋上から突き落とされて無惨な姿となり、東日本大学付属病院に搬送される。しかしキスにより黒い血に感染し「死ねない体」となっていたため、翌日にはほぼ元気な姿を見せ、見舞いに訪れた薫たちを唖然とさせる。
真夜中に学園に呼び出した小笠原に「化け物」と言われたことから彼を襲撃する。しかし小笠原の死後、二人で写った写真を見て涙を流して後悔の念に駆られた。その後、首を切って自殺を試みるが「死ねない体」のため、首が取れかけて立ち尽くしているところを薫に発見される。そして、再び東日本大学付属病院に入院し面会謝絶となっていたが、中国から両親が帰国し、彼女を連れ去る。
林間学校当日に真希、麻衣、千沙、しのぶに守れるように姿を現し、薫たちを驚かせる。
感染してから最も時間が経過していたことと、また自身で感情を制御する方法を見つけたようで、林間学校では感染者の中で唯一正気を保ち薫に協力。隣の山小屋に助けを求めに行くが、麻衣に先回りされて戦闘になり、薫から渡されていたホルムアルデヒド注射で殺害。山小屋の老婆に警察を呼ぶよう告げ、自ら脇腹にホルムアルデヒド注射を打ち、死亡。
谷中 ヒカリ
演 - 木﨑ゆりあ
国際ドリー女学園のクラスメイト。
林間学校ではトンカツソースを黒い血に見立てて感染したふりをして感染者の襲撃をやり過ごす。山荘の厨房に隠れていたところにやって来た薫と再会。その後、山荘に助けを求めるため再び薫と別行動を取るが、感染者に襲われて感染してしまう。
そして、奈美や他の生徒とともに薫と沢田を襲撃するが、ホルムアルデヒド注射を受け、死亡する。
淀川 圭子
演 - 加藤玲奈
国際ドリー女学園のクラスメイト。
林間学校では真希に捕まり、薫を呼び出す人質とされるが、薫が到着した時には既に首を切断され殺されていた。
片山 奈美
演 - 向井地美音
国際ドリー女学園のクラスメイト。
林間学校で一人だけ一人部屋だったが、その隙を突かれたのか黒い血に感染する。部屋を訪れた薫に、真希が「集会」を開くと伝える。その後薫と沢田が、感染し襲撃してきた生徒たちと格闘中に沢田に襲いかかるが、彼を助けようとした薫に奈美と気付く前に背後からホルムアルデヒドを注射され、死亡する。
古郡 千沙
演 - 横山由依
校内でも名の知れた不良コンビの1人。
校舎裏のテーブルでしのぶと談笑中、屋上から飛び降りた葵の無残な姿を目撃する。
しのぶとトイレで真希を襲うが返り討ちに遭い、黒い血に感染してしまう。
保健室で栄子を襲撃し、感染させる。
林間学校では真希、麻衣、葵とともに現れた。山荘ではパーティールームに向かう薫を待ち伏せて人質にし駆けつけた沢田を脅すが、彼が持っていたホルムアルデヒドの注射器に「薬だ」と聞くや否や飛び付き、感染者の弱点と知らずに自分で注射をし、死亡する。
沢田が持ち込んだホルムアルデヒドの効果が描写された最初の感染者となった。
- インスタライブで柏木・横山によると沙紀と後述のしのぶはイキった感じのキャラであるらしい。横山によるとカラコンをしており、コンタクトすらつけたことがなかったためにつけるのに苦戦し30分はかかったとのこと。

松村しのぶ
演 - 松井珠理奈
校内でも名の知れた不良コンビの1人。
校舎裏のテーブルで千沙と談笑中、屋上から飛び降りた葵が目の前に落ちてきて悲鳴を上げるが、無残な姿になっても意識があり手足を動かす葵をスマホで撮影。その動画をネット上にアップしてしまう。
その後、千沙と女子トイレで真希を襲うが返り討ちに遭い、黒い血に感染してしまう。
保健室で栄子を襲撃し、自らの血を無理矢理飲ませて感染させる。
林間学校では、千沙のホルムアルデヒドによる死後、激昂して沢田に襲いかかるが、彼の血で足を滑らせた隙にホルムアルデヒドを注射され死亡。
クラスメイト
演 - 込山榛香
体育の授業で長谷川とイチャイチャしていたが、葵に嫉妬され、この行動が葵が小笠原を殺害する原因となった。
クラスメイトではあるが、林間学校には参加していない。
感染生徒
演 - 田野優花
林間学校で厨房に隠れていたヒカリと薫を執拗に襲う。ヒカリにモップで串刺しにされても倒れなかったが、咄嗟にヒカリがスイッチを入れた食品用エレベータに刺さったモップが巻き込まれて動けなくなる。ホルムアルデヒドを注射された描写はない。
小笠原 孝治
演 - 長谷川朝晴
国際ドリー女学園で薫たちのクラス担任で、陸上部の顧問でもあるが、クラスメイトからは「エロ教師」と貶されている。
教え子である葵とは、恋人関係にある。
夜の体育館で首を吊り、醜悪な顔で死んでいるのが見つかる。葵との仲が露呈したことによる自殺だと見なされるが、実際には葵によって感染すると共に殺されかけていた。
さらに実際は死んでおらず、葬儀屋によってホルムアルデヒド注射（これが致命傷となる）を受け、意識があるまま火葬されてしまった。
後に彼の遺骨調査によりこのホルムアルデヒドが感染者の弱点であることが判明する。
田村 知鶴
演 - マイコ
小笠原の代わりに赴任してきた国際ドリー女学園の臨時教師で、出産を控えている。
淡々と職務を全うしようとするが、学園内で続発する事件に不安を覚え、林間学校の実施にも消極的だったが、校長にたしなめられる。
学園内で破水し無事出産するが、夫が瀬戸の知り合いであったことから駆けつけていた真希が、自分の子供を抱いているのを見て恐怖を感じ、夫に「赤ちゃんを早く彼女から離して」と訴える。
物語の最後で子供が黒い血に感染していることが分かる。
吉川 栄子
演 - 壇蜜
国際ドリー女学園の養護教諭。
保健室に立ち寄る生徒たちと交流を持つものの、決して馴れ合いにはならないクールビューティー。
黒い鼻血を流した真希を診察するが、新品その物であった医療器具が異常値を示し、壊れたと思い込んで真希に早退を促した。
黒い血に感染した千沙としのぶに襲撃され、しのぶの黒い血を飲まされて感染してしまう。その後どうなったかは不明。
校長
演 - 長江英和
朝礼で生徒たちに葵の事故のことを告げる。
林間学校では真希たちが開いた集会で、千沙らに拘束されてしまう。その後感染し薫と沢田を襲うが、沢田に背後からホルムアルデヒド注射を受け、死亡。

### 東日本大学付属病院
瀬戸 明人
演 - 別所哲也
東日本大学付属病院再生医療学部教授。
実は真希の父親で、自身の目の前で彼女が死んでしまうのを目撃してしまう。
その後、真希をアメリカのミネソタ州まで運び、ゲイリーの協力の下、彼女に再生医療を施す。だが、自身の思想を知った真希は反発し、生き別れてしまう。
真希の真相を追ってやってきた薫と沢田を当初は拒絶するが、事態が深刻化するにつれ、真実を話す決意をする。
葵の担当医となったが、真希同様、黒い血に感染していることに気付き、真希がこの感染を広めているのではないかと疑い始める。
神の領域を侵し、娘を苦しめてしまった自責の念から、自ら黒い血に感染して実験台となり、沢田に電話を掛けた後、自らホルムアルデヒドを注射し、命を絶つ。
そして、真希および黒い血の感染を止めるよう、メッセージを残したボイスレコーダーと大量のホルムアルデヒドを託す。
立花 義男
演 - 郭智博
東日本大学付属病院の研修医。
真希の真実を調べていた沢田に、真希に対して警戒するよう促す。
そして、真希の事実を集めた書類を沢田たちに持っていこうとするが、これに気付いた瀬戸と揉み合いになり階段から突き落とされ、昏睡状態となってしまう。
ゲイリー・グロッスマン
演 - チャールズ・グラバー
再生医療については瀬戸と師弟関係にあり、彼の研究に携わる。
だが、互いの思想がすれ違い、反発しあうようになる。
瀬戸に真希同様、新型のiPS細胞を組み込んだラットが死ねない体になった実験映像を見せる。
助手の男
演 - 松尾諭
立花の後任であると思われる医者。

### その他の主要人物
沢田 武
演 - 三浦貴大
零細出版社トゥルー出版が発行しているオカルト雑誌『謎と真実』の編集者で、昼に店番をする代わりにゲームセンターを編集部として使っている。
国際ドリー女学園で起きている不可解な事件を知り、取材をするために薫に接近する。
交流を深めていくうちにいつしか惹かれ合うようになる。
突如ゲームセンターに真希が現れてキスをされかけ、それを知った薫から殴られてしまうが、その際流した鼻血が赤かったことから感染していないと分かる。
真相を知るべくさまざまな手段を使って瀬戸への接触を図るが上手くいかず、先手を打つために変装して病院に潜入するが、瀬戸は既にホルムアルデヒドによって死んでいた。彼のビデオメッセージから、真希および黒い血の感染を止めるようメッセージを残したボイスレコーダーと大量のホルムアルデヒドを託される。
林間学校が行われている山荘へと向かうが、土砂崩れに伴って倒れた木によって道が塞がれ立ち往生してしまう。
その後、手段は不明だが山荘に辿り着き薫や葵と共に感染した生徒全員のホルムアルデヒド注射による殺害に成功。
だが、真希によって首を刺され、自身も重傷を負うが命は取り留める。
そして、意識を失う前に、薫のことが好きだったと告白し、病院に搬送される前に薫にキスをされる。
葬儀屋
演 - リリー・フランキー
オネエ言葉を使い、鼻ピアスやピンクのイヤーマフなど、サイケデリックなファッションに身を包み異様な雰囲気を放つ男。本名不明。
遺体を目の前にすると生き生きとする。
小笠原が生きていることに気付かずにホルムアルデヒド注射をし、すぐに遺体を火葬してしまった。
青年
演 - 染谷将太
ある事故で下半身不随となり、心までも壊れ、職も家族も失ったという車椅子姿の男。
再生医療学会に現れ、瀬戸の再生医療否定論に異を唱え、目の前で近くにいた男の首をナイフで切り、警備員に拘束される。
宇津井 佐和子
演 - 霧島れいか
麻衣の母親で、病気を抱えている。
自宅に訪れた真希によって黒い血に感染し、麻衣の目の前で黒い鼻血を流す。
黒い血の突然変異により急速な老化が起こり、麻衣にキスをし感染させてしまう。
その後、瀬戸によって東日本大学付属病院に運ばれ、拘束され、ホルムアルデヒドによって死亡する。
磯崎 明美
演 - 黒沢あすか
薫の母親で、何かと驚かすのが好き。
薫の持っていた『謎と真実』を読み、薫が沢田に好意を持っているのではないかと貶す。
宅間 重雄
演 - 勝矢
沢田の知り合いで、小笠原の死の真相を調べていた刑事。
過去に自身が調べていた事件を沢田が捏造して記事にしたことがあり、沢田を快く思っていないが、彼の依頼には何かと渋々協力している。
小笠原の秘密を調べようと彼の墓地に来た薫と沢田に遭遇する。

## 設定・用語
黒い血（仮称）
真希が起こす感染の総称。感染症のように扱われているが、一連の事態が表沙汰になっていないこともあり、劇中で正式な病名は付けられていない。
真希の中に組み込まれた新型の強化iPS細胞が原因と思われる。
飛沫感染はしないが、感染者が他の人物にキスをする、または口から飲むなどして感染者の血が粘膜に接触することで感染する。
感染者はいずれもカラスのように黒い鼻血を流し、時間経過と共に目の下に黒い隈が現れる。また、運動能力が飛躍的に上がり、長時間走っても疲れない。
血液が黒くなる原因は明らかになっていないが、劇中では感染の瞬間に感染者の体内の赤血球が黒く萎むような描写があることから、赤血球の死滅によるものと考えられる。
感染の副作用として、強い攻撃衝動と自分以外の人間への感染欲求が起きる。
血液の黒化は時間経過と共に起こるもので、感染してしばらくは負傷などで流れる血は赤いままである。例外的に鼻血はすぐに黒化し、負傷などの要因がなくても流れる。
感染者が若いほど再生能力の発現は早く、逆に成人の場合はかなりの時間を要する。佐和子のように、突然変異で急速な老化が起こる場合がある。
驚異的な再生能力を有するようになる。たとえ自殺をしようとしても死ねない体となり、指の切断、骨折、果ては首を切るなど、身体の一部が損傷してもすぐに修復される。このため、学園の屋上から通常の人間では確実に死ぬと思われる落ち方をした葵もすぐに回復し、退院している。
また、意図的なものか副作用かは不明だが、同調意識が向上するのか感染者同士は行動を共にすることが多い（真希と麻衣のように、感染前の関係が険悪であっても）。
ゲイリーの調査で、火葬すると強化iPS細胞が死滅することが判明する。さらには液体のホルムアルデヒドを注射することによって「感染者を殺す」ことも可能であると分かる（体内の黒化した赤血球が破裂するような描写がある。）。これに関しては、感染者の年齢が若ければ若いほど、ホルムアルデヒドの効果は早くなること（数秒で死に至る）が、沢田に宛てた瀬戸のビデオメッセージで語られている。
国際ドリー女学園
薫たちが通う女子高校。場所は明記されないが、作中の台詞から東京都ではないことが示唆されている。
3年生全員と教師で林間学校へと向かうが、薫を除く生徒全員が、黒い血に感染し（あるいは感染者に殺され）、薫と沢田によってホルムアルデヒド注射を受け、全員死亡する。
東日本大学付属病院
瀬戸たちが勤務する病院。葵がこの病院に入院したことで、真希と瀬戸の関係が明らかとなった。
11階に瀬戸の研究室があるが、5階から11階は関係者以外立ち入り禁止となっており、カードキーが必要となる。
再生医療
瀬戸とゲイリーが真希に施した医療。
新型の強化iPS細胞を身体に組み込むことで、危篤状態にある対象を蘇らせることができる。
真希の蘇生後、ゲイリーは真希同様に強化iPS細胞を身体に組み込んだラットが死ねない体になることに気付く。

## スタッフ
- 企画・原作：秋元康
- 製作総指揮：ダーレン・リン・バウズマン
- エグゼクティブプロデューサー：長澤一史、毛利忍、池田健司（AXON）
- 監督：西村了（AXON）
- プロデューサー：岩崎広樹、伊藤裕史（AXON）、ショーン・デモット（EXCUTION STYLE ENTERTAINMENT）
- 脚本：元麻布ファクトリー
- 脚本協力：クリント・シアーズ、大塩哲史
- 撮影監督：ジョセフ・ホワイト
- 音楽：ゲイリー芦屋
  - 挿入歌：AKB48「BLACK FLOWER」[9]（作詞：秋元康、作曲：服部真紀子）
- 協力プロデューサー：西村力（ANTINOS）、柴田慶子（Sony Music Entertainment）
- ラインプロデューサー：堀尾星矢（イメージフィールド）
- 制作協力：イメージフィールド
- 制作プロダクション：AXON
- 製作著作：HJホールディングス

## 配信・放送日程
|                                  | 話数      | 配信開始日 | 分数 |
| -------------------------------- | --------- | ---------- | ---- |
| Hulu                             | Episode 1 | 7月23日    | 40分 |
| Hulu                             | Episode 2 | 7月30日    | 39分 |
| Hulu                             | Episode 3 | 8月06日    | 34分 |
| Hulu                             | Episode 4 | 8月13日    | 37分 |
| Hulu                             | Episode 5 | 8月20日    | 34分 |
| Hulu                             | Episode 6 | 8月27日    | 37分 |
| サブタイトルは設定されていない。 |           |            |      |

日米合同製作ドラマ「CROW’S BLOOD」AKB48がハリウッドに挑戦!SP
| 放送地域   | 放送局     | 系列           | 放送日時                              |
| ---------- | ---------- | -------------- | ------------------------------------- |
| 関東広域圏 | 日本テレビ | 日本テレビ系列 | 2016年7月24日 1:30 - 2:30（23日深夜） |

## 鑑賞会
出演メンバーと一緒に番組を鑑賞するという趣旨の企画が、ライブストリーミング配信プラットフォームのLINE LIVE（初回のみ）とSHOWROOMで配信された。
| 配信サイト | 話数      | 配信日  | 出演者                         | 脚注   |
| ---------- | --------- | ------- | ------------------------------ | ------ |
| LINE LIVE  | Episode 1 | 7月24日 | 横山由依、入山杏奈、木﨑ゆりあ | [ 10 ] |
| SHOWROOM   | Episode 2 | 8月01日 | 加藤玲奈、向井地美音           | [ 12 ] |
| SHOWROOM   | Episode 3 | 8月08日 | 木﨑ゆりあ、田野優花           | [ 13 ] |
| SHOWROOM   | Episode 4 | 8月15日 | 渡辺麻友、加藤玲奈             | [ 11 ] |
| SHOWROOM   | Episode 5 | 8月24日 | 向井地美音、込山榛香           | [ 14 ] |
| SHOWROOM   | Episode 6 | 8月29日 | 柏木由紀、宮脇咲良             | [ 15 ] |